# アリゾナ・リパブリック
『ジ・アリゾナ・リパブリック』 (The Arizona Republic) は、アリゾナ州フェニックスで発行されている日刊紙。アリゾナ州内で流通し、同州で最大の発行部数を誇っている。2000年以降、ガネット社の系列紙となっている。

かつて使われていたロゴ

## 社史

### 初期
新聞社は1890年5月19日にジ・アリゾナ・リパブリカン (The Arizona Republican) の名で設立された。
フェニックスの地と牛の男爵と言われたドワイト・B・ハードは1912年から1929年に亡くなるまで新聞社を経営した。1946年に中西部の新聞王ユージン・C・プリアムに買収されるまで、新聞社はチャールズ・ストーファーとW・ウェズレー・ノープの2人の最高経営者によって経営された。ストーファーとノープは1930年に社名をアリゾナ・リパブリックに改名し、後にそれぞれザ・フェニックス・ガジェット、アリゾナ・ビジネス・ガジェットとなる、ライバル紙であったフェニックス・イブニング・ガジェットとフェニックス・ウィークリー・ガジェットを買収した。

### プリアムの時代
リパブリック紙だけでなく2つの「ガゼット紙」も買収したプリアムは、全3新聞社を1975年に86歳で亡くなるまで経営した。政治的保守思想のブランドとプリアムの市民統率の取り組みを紙面に刷り込んだプリアムの下では強い成長の時代が来た。プリアムは現在知られているフェニックスの地域を創った、影響力の強いビジネスリーダーの一人だとみなされていた。
先代であるプリアムの死後、彼の持株会社であり、妻と息子が経営していたセントラル・ニュースペーパー社がリパブリック/ガゼット系列紙の事業を引き継いだ。フェニックス・ガジェットは1997年に廃刊となり、スタッフはリパブリック紙に合流した。アリゾナ・ビジネス・ガジェットはその日もまだ発行していた。
1998年、カレッジの学生を対象とした二部紙『The Rep』が週刊紙として流通した。特化した内容はフェニックス都市圏を構成する別の多くの都市や郊外に向け書かれた地域欄でも見ることができる。

### ガネットによる買収
セントラル・ニュースペーパー社は2000年ガネット社に買収され、USAトゥデイとNBCのフェニックスでの系列局KPNXの共同所有になった。リパブリック紙とKPNXは共通のローカルニュース定期購読サイトwww.azcentral.comを開設するために協力した。2015年9月25日、新聞社とAZCentral.comの両社の社長と発行人にマイ=アイ・パリッシュが選ばれ、10月12日に正式に就任した 。

### 発行部数
2013年、アメリカ合衆国内の新聞の発行部数で16位から21位に転落した。2018年の発行部数は約130,000部であった。

## スタッフ
著名なスタッフにピューリッツァー賞受賞者である漫画家のスティーブ・ベンソン、コラムニストのローリー・ロバーツ、アリゾナ・ジャーナリズム・ホール・オブ・フェームで只一人のヒスパニック系のメンバーであるルイス・マヌエル・オルティスがいる。アリゾナで最も知られたスポーツライターであるノーム・フラウエンハイムは2008年に退社した。多数のスタッフがピューリツァー賞の最終候補者に選ばれている。その他スタッフにはフォトジャーナリストのマイケル・シェンナムがいる。

### ドン・ボウレスの殺害
1976年6月2日、新聞社の調査記者であるドン・ボウレスが車爆弾の被害に遭い、11日後に死亡した。地元政治と実業界の腐敗について扱った記事の仕事の過程でフェニックスでの会議に誘い出され、彼が出発しようと車のエンジンをかけたところ、車が爆発した。アリゾナでの組織犯罪の追求に対しての報復が動機になったと考えられている。

## 政治家に対する支持
歴史的に、リパブリック紙は編集上保守主義に偏向している。2000年と2004年のアメリカ合衆国大統領選挙では両選挙ともジョージ・W・ブッシュを支持した。2008年10月25日には、大統領選挙でアリゾナ州選出の上院議員であるジョン・マケインを支持した。
地方選挙では最近、アリゾナ州知事や国土安全保障長官を歴任し、現在はカリフォルニア大学の学長を務めているジャネット・ナポリターノや、元アリゾナ州議会上院議員のハリー・ミッチェルなどの民主党の候補者を支持している。
2016年9月27日、大統領選で126年の歴史で初めて、民主党の候補者であるヒラリー・クリントンを支持した。これ以前には、リパブリック紙は共和党の立候補者、指名候補者の支持を2回控えたのみであった。
1912年の大統領選での特異な一連の出来事の間、リパブリック紙は「正式な」共和党の候補者を支持しないことを決めた。セオドア・ルーズベルトが同年の共和党大会で論争や不正操作疑惑の渦中にあったウィリアム・タフトとの指名争いに敗北した少し後だった。ルーズベルトが大会で敗北し、「秩序を作る」進歩党が早期に結成された後、新聞社は党を通じてセオドア・ルーズベルトへの支持を続けた。ルーズベルトが独自に大統領選挙に出馬することに固執した結果、共和党は混乱に陥り同年の選挙で民主党に敗北し、選挙人投票で8票を得られただけであった。ルーズベルトの進歩党の主な2つの党領は選挙資金改革と政府の説明責任の明確化となった。
1968年の大統領選では「全ての候補者が良い候補者である」と明言し、リチャード・ニクソンとヒューバート・H・ハンフリーの両者も支持しなかった。2016年の編集部の決定で初めて民主党の候補者を実際に支持するという更なる一歩を踏み出し、クリントンに欠点があったにもかかわらず、共和党の候補者ドナルド・トランプを「保守的でない」、「相応しくない」と非難し、支持することはできないと論じた。会議ではまたトランプには「酷い性格上の欠陥があり、(中略)驚くほど品位、共感、配慮に欠けている」と非難し「我が国の理想を理解していない」証拠として論じた。また同紙はトランプが核兵器を使用する人間に必要とされる自制心を持っているかどうかについての懸念を示し、「大統領は我が国の核兵器を制御する。トランプは自分の言葉遣いを制御できない。」と述べた。

## 誌面
- Valley and State
- Classifieds
- News (一面記事)
- Sports
- Arizona Living
- Calendar (The Repより改名) (木曜のみ)
- Travel (日曜のみ)
- Arts & Entertainment (日曜のみ)
- Business
- Local ("Community papers/editions"と呼ばれる現地向けのコンパクト紙、水曜、金曜、土曜のみ)

### 引用
1. ↑  https://www.azcentral.com/story/news/arizona-republic/2018/04/23/greg-burton-named-editor-arizona-republic-azcentral/542486002/
2. ↑  “About Gannett: The Arizona Republic”.   Gannett Co., Inc.. 2010年5月4日時点のオリジナルよりアーカイブ。2006年11月24日閲覧。
3. ↑  “Mi-Ai Parrish is named publisher of The Arizona Republic”. (2015年9月25日) 2015年9月25日閲覧。
4. ↑  “2012 Top Media Outlets 2012; Newspapers” (PDF). BurrellesLuce (2012年9月30日). 2014年1月2日閲覧。
5. ↑  “Daily circulation of the Arizona Republic in the United States in 2018”. 2020年3月5日閲覧。
6. ↑  “McCain: A leader for these times” (PDF).   Arizona Republic Editorials (2010年4月10日). 2010年4月10日閲覧。
7. ↑  “Roosevelt, Beaten, to Bolt Today; Gives the Word in Early Morning; Taft's Nomination Seems Assured”. New York Times. (1912年6月20日) 2015年10月8日閲覧。
8. ↑  “Arizona Republic presidential endorsements: 120 years, no Democrats”.   The Arizona Republic (2016年9月7日). 2020年3月5日閲覧。
9. ↑  “In historic first, Arizona Republic backs a Democrat for president, citing Trump’s ‘deep character flaws’”. Washington Post. 2016年9月28日閲覧。
10. ↑  Endorsement: Hillary Clinton is the only choice.... Arizona Republic newspaper.  Sept. 27, 2016. By "The Editorial Board. Downloaded April 27, 2016.

### 原典
- Wiles, Russ (2015年6月29日). “Corporate split means separation of The Arizona Republic, KPNX”. The Republic

## 関連書籍
- Zarbin, Earl A. All the Time a Newspaper: The First 100 Years of the Arizona Republic (1990)